# زي بيفينو

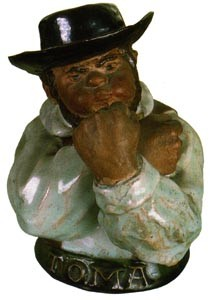
زي بيفينو في كالداس دا Rainha الخزف

زي بيفينو هو كل رجل البرتغالية التي تم إنشاؤها في 1875 من قبل رافائيل بوردالو بينيرو. أصبح أول رمزاً للشعب الطبقة العاملة البرتغالية، وأخيراً في تجسيد غير رسمي للبرتغال.
«زي»، باللغة البرتغالية، هو شكل قصيرة مشترك من اسم «خوسيه» - باسم «جو» هو ل«جوزيف»، باللغة الإنجليزية - و«بيفينو» هو ضآلة ل «بوفو»، التي تعني «الشعب».
وكان أول ظهور لزي بيفينوفي 22 مايو 1875، في مجلة الفانوس السحري، على الرغم من أن مظهر لم تنسب له اسما. كان اسمه في 6 ديسمبر 1875 قضية من نفس المجلة. أبقى رافائيل Bordalo بينيرو رسم هذه الشخصية طوال حياته (تقريبا آخر 30 عاما)؛ ونشرت الرسوم في العديد من المجلات والصحف أكثر شعبية مثل O أنطونيو ماريا، A Paródia يا COMMERCIO القيام بورتو Illustrado وبونتوس غ IIS.
بيفينوهو يعتبر جيدا، رجل التفضل الذي يعيش ببساطة، ويصور بانتظام كما تسخر من قوة. انه ليس شخصية للسلطة، بل بالأحرى رجل بسيط من الناس، بوصفها أداة من الانتقادات ضد الأقوياء، هامش السياسية والنخبوية في المجتمع والظلم والطغيان.
أصبح زي بيفينو، ولا يزال، شخصية شعبية في البرتغال. الانجرار كما أدى عامل البلاد لبعض النفور والحرمان من الشعب البرتغالي أن تكون ممثلة على هذا النحو. بعد طفه، رغبته في مساعدة الآخرين، والأهم من ذلك كله، فإن له ازدراء وعدم احترام الدول القوية التي تحاول أن تسيطر عليه وسلم، له شعبية. انه يسخر من قوة، ويضحك عليهم، ومن ثم استمر في حياته بسيطة ولكن له نفس الموقف تجاه الضعف والأحكام المسبقة الخاصة الشعب.

## صور

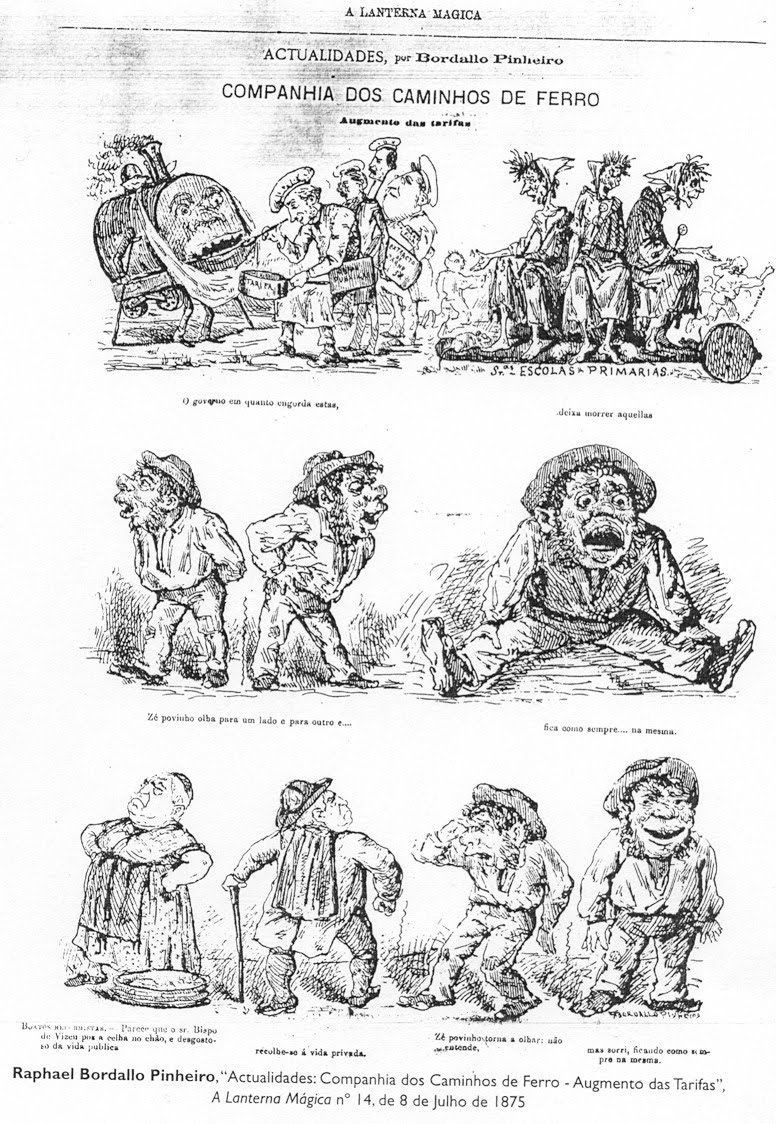
أول ظهور ل زي بيفينو في 'مجلة' الفانوس السحري  في 12 يونيو 1875
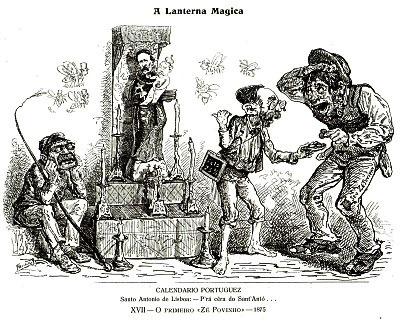
زي بيفينو في  الفانوس السحري في عام 1875
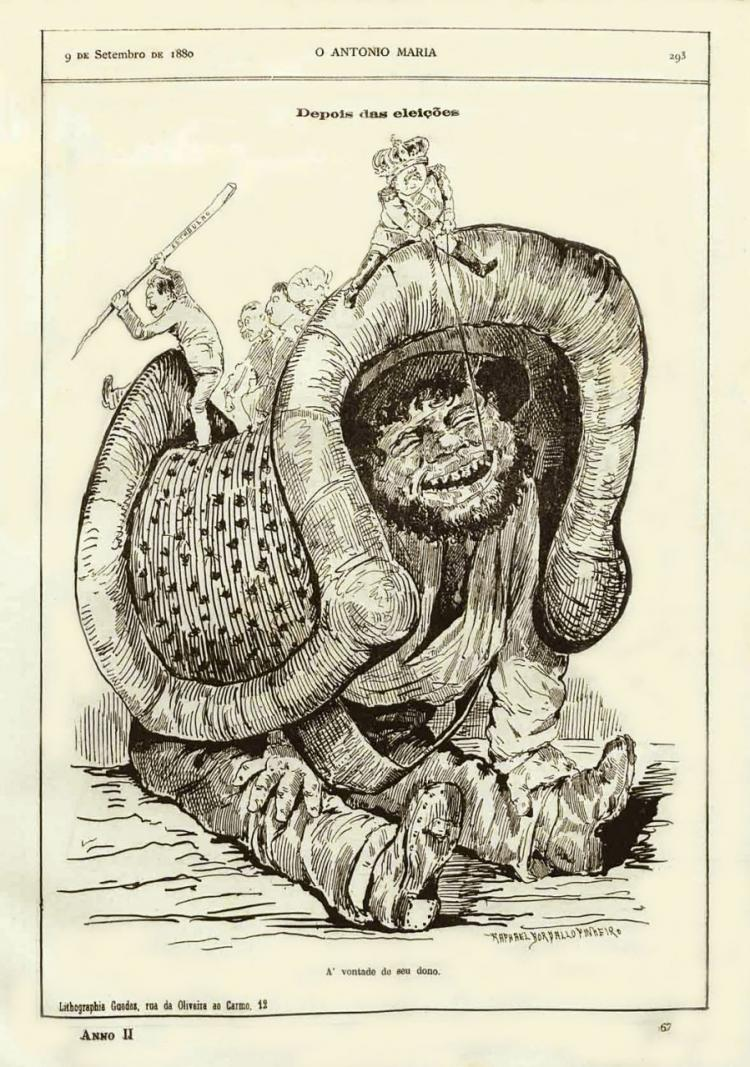
زي بيفينو في  أو أنطونيو ماريا  مجلة في عام 1880
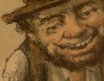
رسم ملون لـ  زي بيفينو
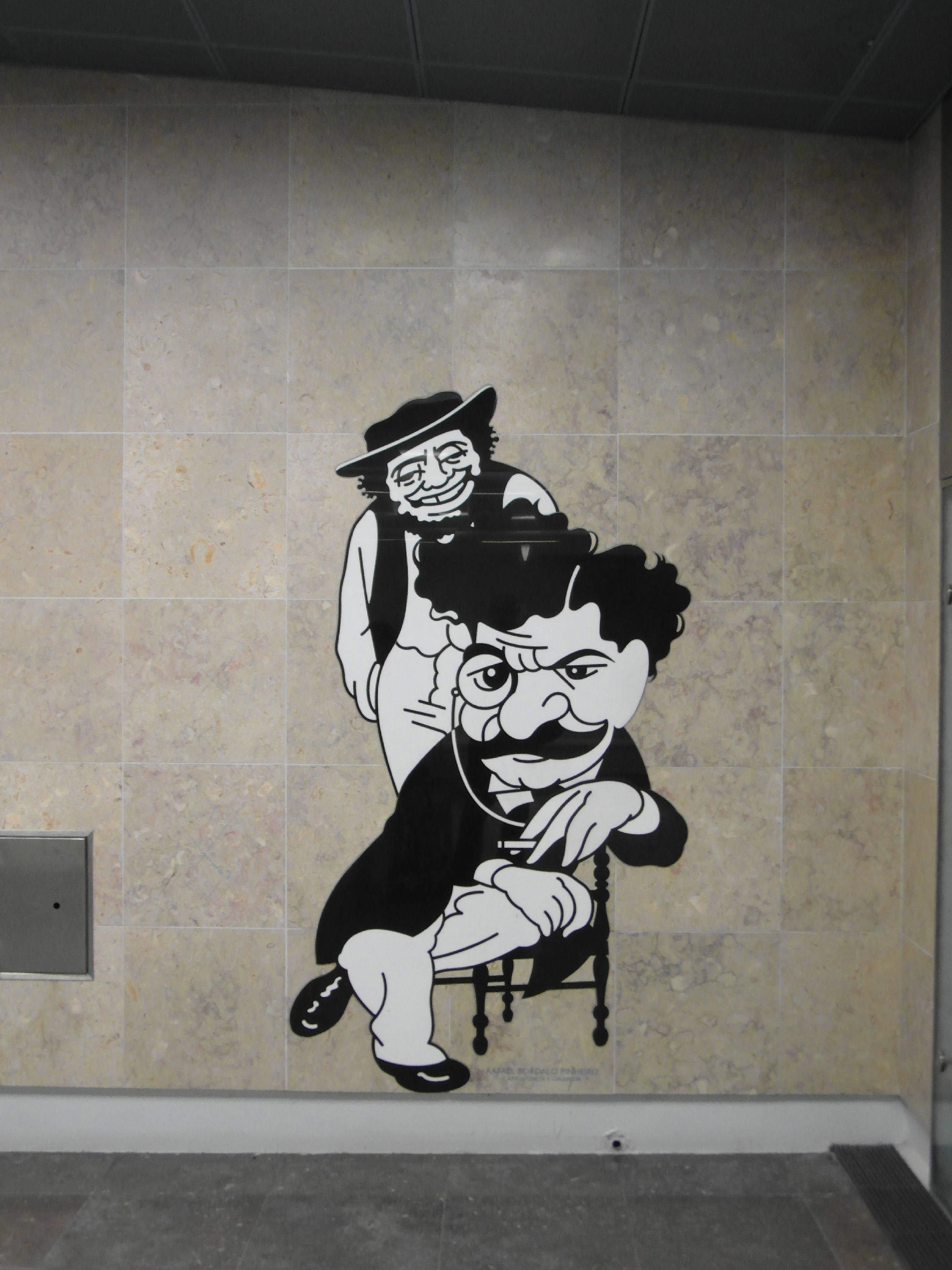
زي بيفينو ومصممة كاريكاتوري في محطة مطار من مترو لشبونة في عام 2012